# Orfelia infumata
Orfelia infumata är en tvåvingeart som beskrevs av Freeman 1951. Orfelia infumata ingår i släktet Orfelia och familjen platthornsmyggor. Inga underarter finns listade i Catalogue of Life.